# Église Saint-Pierre du Sap
L'église Saint-Pierre du Sap est une église catholique située à Sap-en-Auge, en France.

## Localisation
L'église est située dans le département français de l'Orne, dans le bourg de la commune déléguée du Sap.

## Historique
L'église devient une dépendance de l'abbaye de Saint-Évroult au XIIe siècle. Elle subit des destructions au XIIe puis lors des guerres de Religion.
L'édifice tel qu'il se présente aujourd'hui date essentiellement des XIIIe et XVIIe siècles.

## Architecture
L'édifice est inscrit au titre des monuments historiques depuis le 2 mars 1979.